# Jesenské (Banská Bystrica)
Jesenské é um município da Eslováquia, situado no distrito de Rimavská Sobota, na região de Banská Bystrica. Tem 17,14 km² de área e sua população em 2018 foi estimada em 2.283 habitantes.

## Demografia
| Ano:        | 1994 | 2004   | 2014   | 2024   |
| ----------- | ---- | ------ | ------ | ------ |
| Broj ljudi: | 2241 | 2281   | 2236   | 2351   |
| Razlika:    |      | +1,78% | -1,97% | +5,14% |

| Ano:               | 2023 | 2024   |
| ------------------ | ---- | ------ |
| Número de pessoas: | 2352 | 2351   |
| Diferença:         |      | -0,04% |